# Брукье-Редде, Вероник
Вероник Брукье-Редде (фр. Véronique Brouquier-Reddé, р.28 мая 1957) — французская фехтовальщица-рапиристка, олимпийская чемпионка.

## Биография
Родилась в 1957 году в Париже. В 1980 году стала чемпионкой Олимпийских игр в Москве в командном первенстве. В 1984 году стала обладательницей бронзовой медали Олимпийских игр в Лос-Анджелесе в командном первенстве, а в личном зачёте была 5-й. 
По завершении спортивной карьеры стала археологом.